# 星の砂 (3B LAB.☆の曲)
「星の砂」（ほしのすな）は、3B LAB.☆の3枚目のシングル。

## 解説
前作より5ヶ月ぶりにリリースされた。カップリングも含めてすべて「星」をテーマとしている。

## 内容
全曲作詞・作曲：岡平健治。
1. 星の砂
2. コースターバス流星群
3. 星に願いを君との愛を